# Cerkiew św. Mikołaja w Starym Mieście
Cerkiew św. Mikołaja w Starym Mieście – zabytkowa cerkiew greckokatolicka, wzniesiona w latach 1913–1916 znajdująca się w Starym Mieście.

## Historia
W 1589 roku była już wzmiankowana cerkiew w Starym Mieście, która była cerkwią filialną parochii w Leżajsku. W 1831 roku w Starym Mieście było 399 grekokatolików. W 1857 roku zbudowano i poświęcono kolejną drewnianą cerkiew. 
W 1913 roku zbudowano i poświęcono murowaną cerkiew, na planie krzyża greckiego z kopułą umieszczoną centralnie na wysokim bębnie zwieńczoną wieżyczką na sygnaturkę z baniastym hełmem. Fronton ozdobiono czterokolumnowym portykiem. W latach 1941–1942 malarz Kulawy z Dynowa wykonał polichromię w stylu ukraińskim.  W ołtarzu głównym umieszczono ikonę Matki Boskiej z Dzieciątkiem namalowaną na desce z 1626. W 1937 roku w Starym Mieście było 524 grekokatolików. W 1945 roku Ukraińcy wyznania greckokatolickiego zostali wysiedleni na Ukrainę. 
W 1945 roku cerkiew została przejęta przez miejscowych rzymsko-katolików, którzy zaadaptowali ją na kościół parafialny św. Andrzeja Boboli dla nowo utworzonej parafii Stare Miasto. Obiekt wpisano w 2015 do rejestru zabytków.

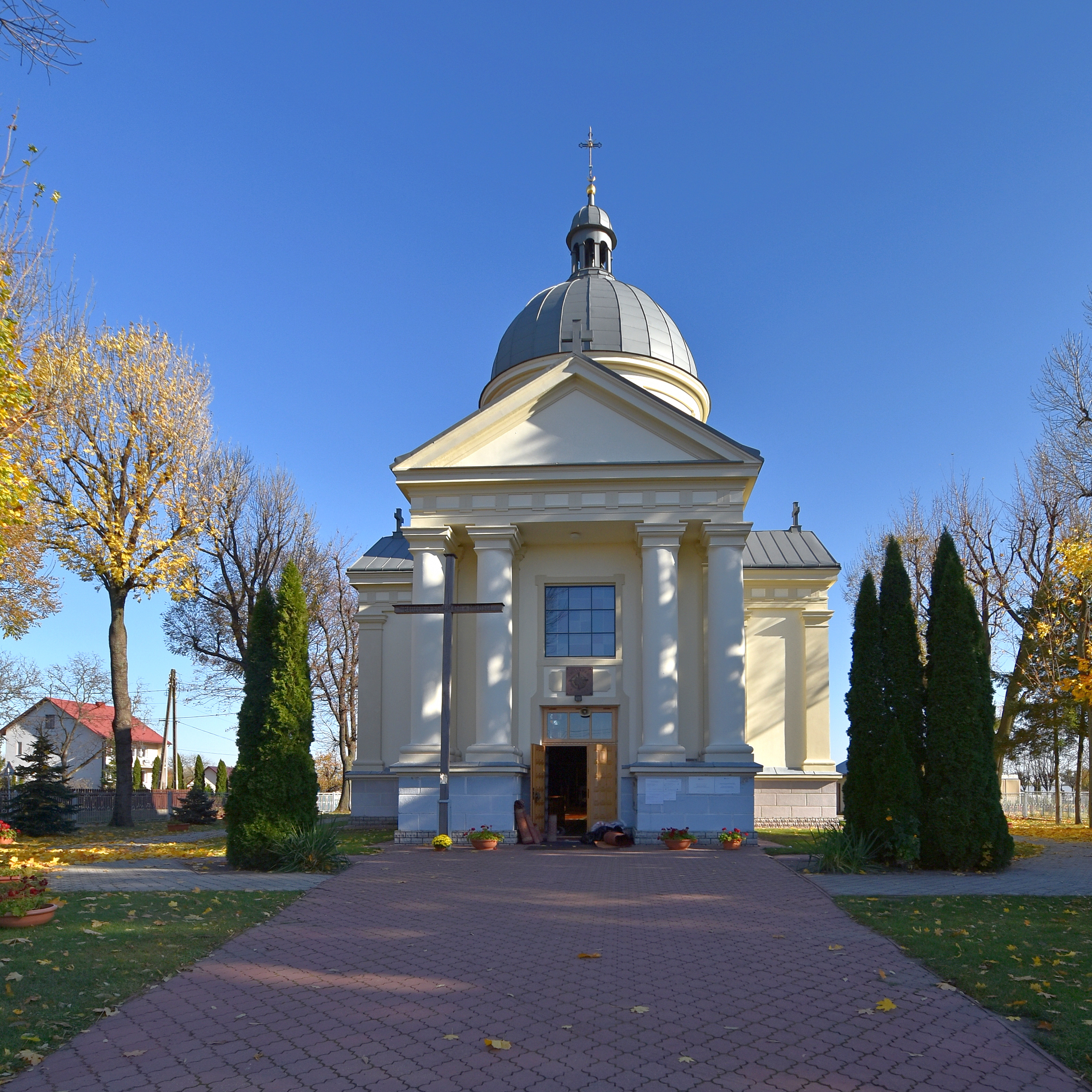
Elewacja frontowa
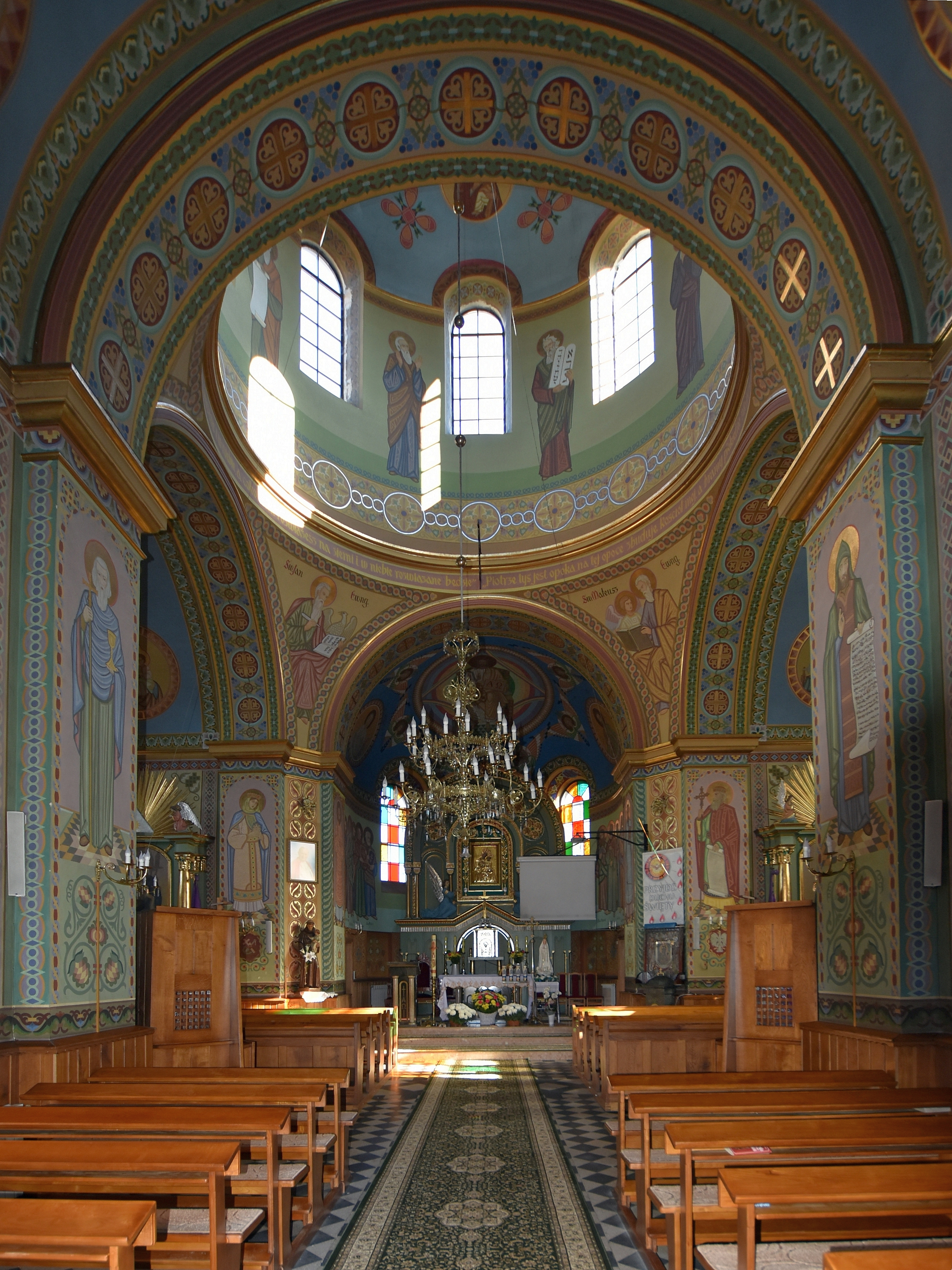
Wnętrze
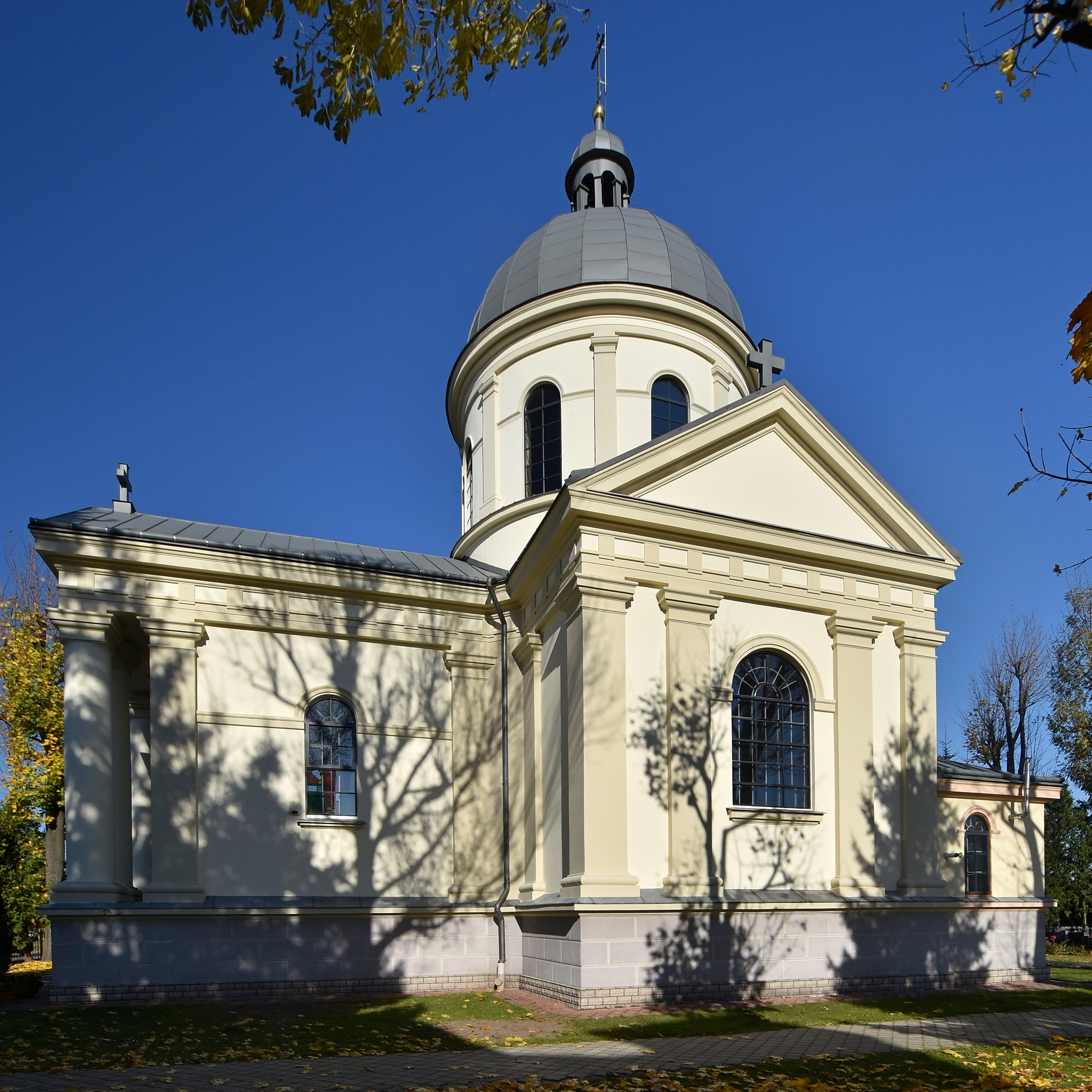
Elewacja boczna